# صاحب الصورة (فلم)
صاحب الصورة هو فيلم مصري، من تأليف نجيب محفوظ وإخراج إبراهيم الصحن، بطولة كل من أحمد مظهر، هدى سلطان، صلاح قابيل ، محسن محيي الدين، أسامة عباس، منى عبدالغني، حسن حسني.

## ملخص القصة
رجل أعمال يختفي فجأة ليضع زوجته وأولاده في حيرة، وتم اتهام بعض منافسيه بالتخلص منه، كما اتهم شقيقه بالتخلص منه، لأنه المستفيد من اختفاءه، وبدأوا رحلة البحث عنه من خلال صورة له يعرضونها على الناس.

## طاقم العمل

### تمثيل
- أحمد مظهر (شيخون محرم)
- هدى سلطان (سريرة)
- صلاح قابيل (محمود محرم)
- محسن محيي الدين (عيسى)
- أسامة عباس (همّام)
- منى عبدالغني (سميحة)
- حسن حسني (الأسطى عبده)
- رجاء حسين (عنايات)
- المرسي أبو العباس
- هانم محمد (داده عائشة)
- فاروق قمر الدولة
- إيمان حمدي
- خليل مرسي
- مصطفى حشيش
- نوال هاشم
- حافظ أمين
- مصطفى الزيني
- كوثر رمزي
- محب كاسر
- نبوية سعيد
- مصطفى كمال
- سيد عبد الباسط
- سيد عبد الفتاح
- أنور ناشد
- عبد المنعم عبد الرحمن
- سامية محمود
- كمال الزيني (رئيس البنك)

### إنتاج
- ممدوح الليثي (منتج فني)
- عماد عبد الله (مدير الإنتاج)
- علي محمود (منتج منفذ)
- سيد الشحات (منتج منفذ)
- حمدي بدر (م. إنتاج)
- نفيسة جاد (إدارة الإنتاج)
- صلاح شلبي (الإدارة المالية)
- زكريا منطاوي (إدارة الإنتاج)
- عبد الحميد الشاذلي (إدارة الإنتاج)
- قطاع الإنتاج - اتحاد الإذاعة والتلفزيون (ج.م.ع) (منتج)

### إخراج
- إبراهيم الصحن (مخرج)
- عبد الشافي عبد القدوس (مخرج مساعد)
- سمير الغصيني (مساعد مخرج أول)
- محمد حلمي (مساعد مخرج ثان)
- نبيل خضر (ملاحظ السيناريو)
- سمير عطيه (كلاكيت)

### معمل
- مصر للإستوديوهات والإنتاج السينمائي (مصر للاستوديوهات) (الطبع والتحميض)
- سعد عبد الرحمن (رئيس قطاع المعامل)
- صلاح عبد الحليم (مدير عام المعامل)

محمد مميش (مصحح الألوان)
- عادل عبد الحميد (مصحح الألوان)

### صوت
- جميل عزيز (مهندس الصوت)
- أديب فؤاد (مسجل الحوار)
- إبراهيم طاهر (مسجل الحوار)
- محمد سليمان (مسجل الحوار)

### مونتاج
- كمال أبو العلا (مونتير)
- شريف ورد (مساعد مونتير)
- صفية عبد الفتاح (نيجاتيف)
- نبيل حسين (مساعد مونتير)

### تصوير
- عصام فريد (مدير التصوير)
- فتحي إبراهيم (مصور)
- منيس مرزوق (مساعد مصور)

### تأليف
- نجيب محفوظ (مؤلف)
- فراج إسماعيل (سيناريو وحوار)

### ديكور
- إميل صادق (مهندس الديكور)
- يحيى إبراهيم (منسق مناظر)

### جرافيكس
- الشحري (تروكاج وعناوين)

### توزيع
- قطاع الشئون المالية والاقتصادية - اتحاد الإذاعة والتلفزيون (ج.م.ع) (موزع)

### كاستينج
- محمد مرسي (ريجيسير)

### موسيقى
- محمد هلال (موسيقى تصويرية)

### فوتوغرافيا
- فتحي عزت (مصور فوتوغرافيا)[2]